# Klimatyzator

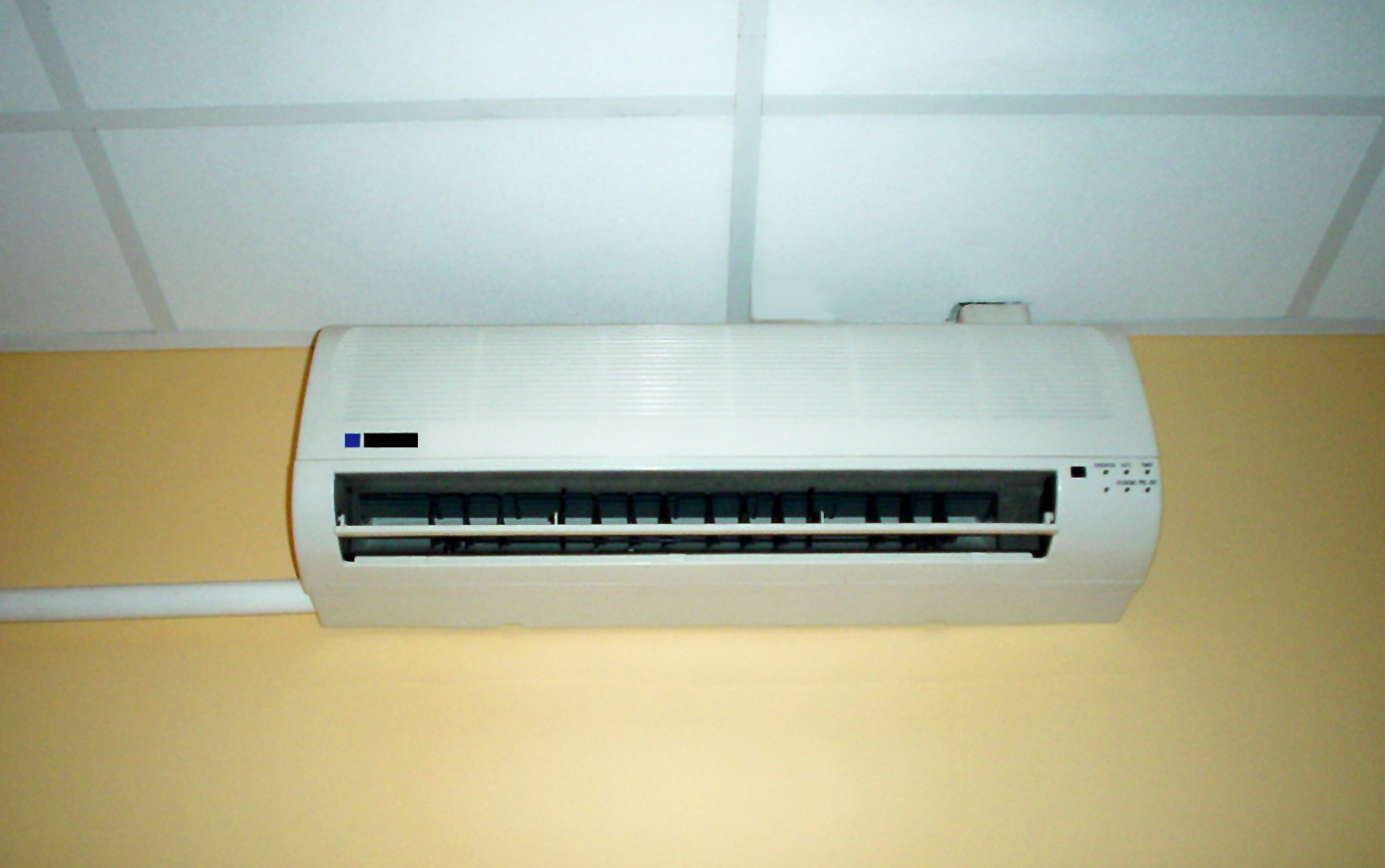
Klimatyzator typu split – jednostka wewnętrzna, naścienna

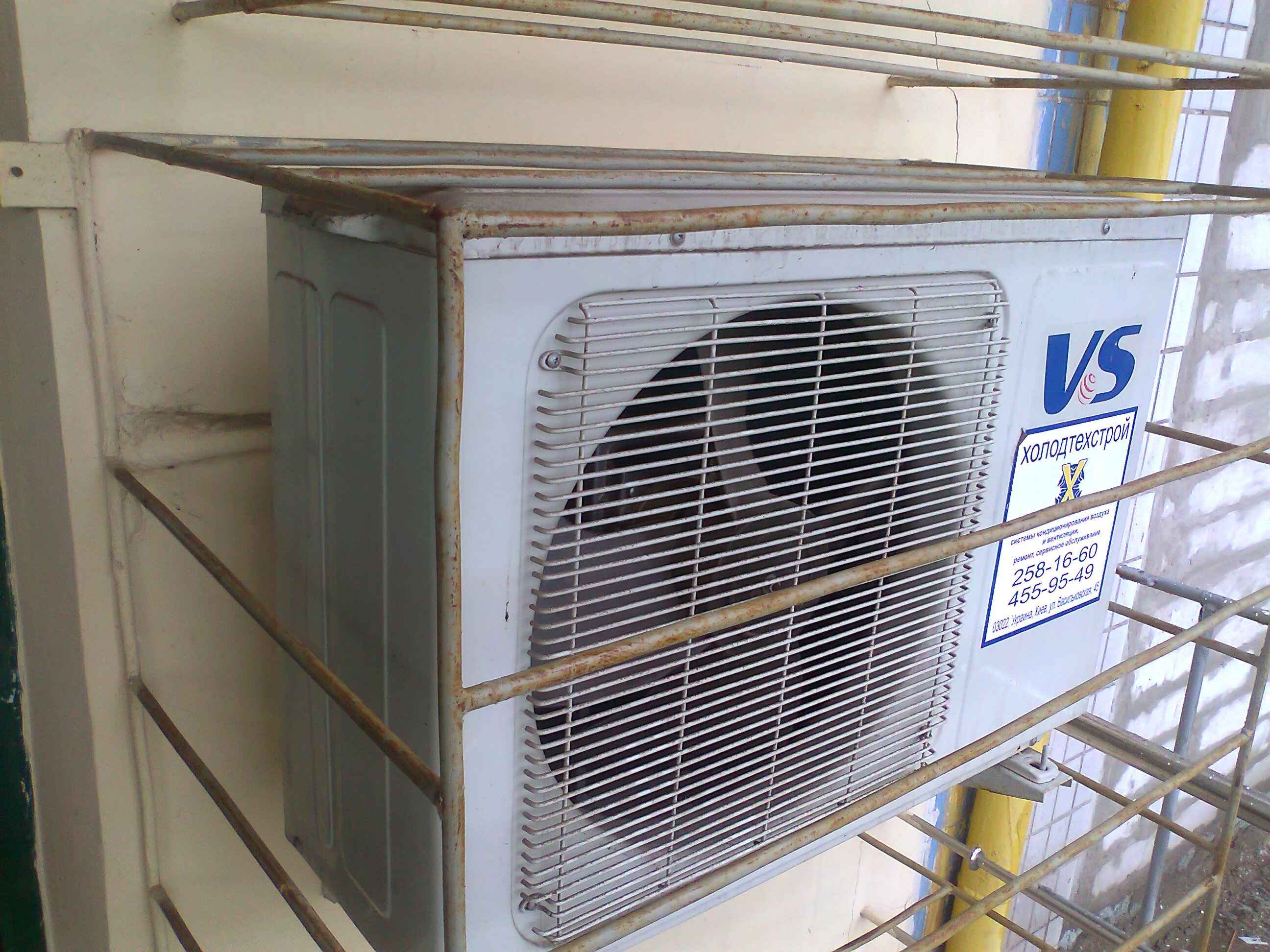
Jednostka zewnętrzna klimatyzatorów typu split

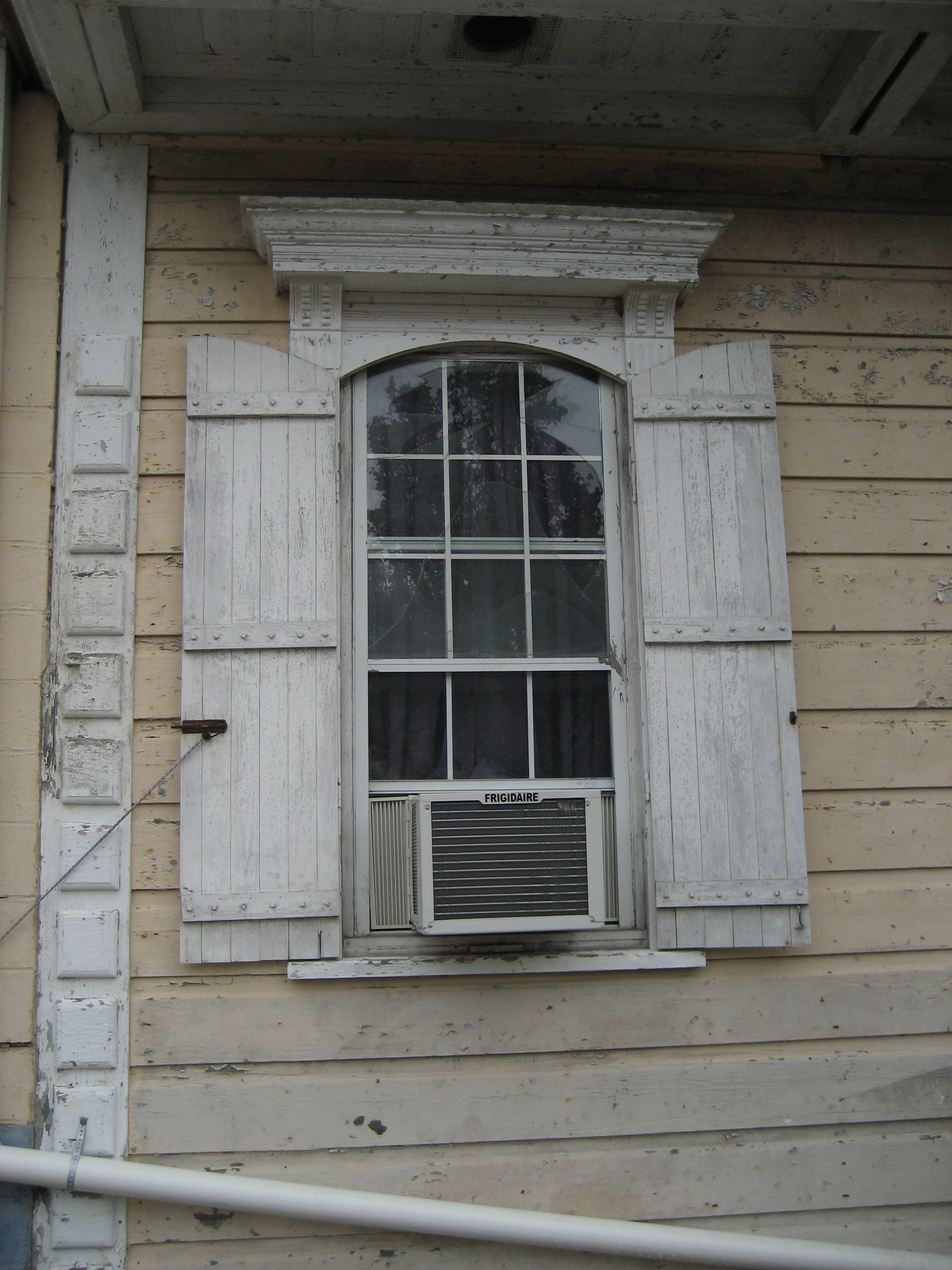
Klimatyzator starego typu montowany w oknie

Schemat działania klimatyzatora starego typu

Klimatyzator – urządzenie do chłodzenia pomieszczenia.
Składa się ze sprężarki, parownika i skraplacza (te dwa ostatnie wyposażone w wentylator). Wentylator promieniowy wymusza obieg powietrza na parowniku umieszczonym wewnątrz chłodzonego pomieszczenia. Powietrze z pomieszczenia ochładza się na parowniku, oddając ciepło czynnikowi chłodniczemu pośredniemu, który krąży w obiegu zamkniętym. Następnie czynnik pośredni (gaz) zostaje sprężony w sprężarce (wzrasta jego temperatura) i jest przetłoczony do skraplacza, który znajduje się na zewnątrz (w powietrzu zewnętrznym). W skraplaczu ciepło z czynnika zostaje oddane do powietrza zewnętrznego, gaz skrapla się i staje cieczą (nadal pod wysokim ciśnieniem). Ciecz dostaje się do elementu rozprężnego (kapilara lub TZR), gdzie jest dławiona – zostaje zmniejszone jej ciśnienie i temperatura. Schłodzony czynnik w postaci cieczy ponownie zostaje podany na parownik, gdzie się ogrzewa od powietrza w pomieszczeniu i przechodzi w stan gazowy.

Schemat działania klimatyzatora: 1 – skraplacz, 2 – zawór dławiący (lub kapilara), 3 – parownik, 4 – sprężarka.

Klimatyzatory wyposażone w układy sterowania mogą utrzymywać stałą, zadaną temperaturę w pomieszczeniu oraz (w niewielkim zakresie) również wilgotność powietrza.
Początkowo klimatyzator był zwartym urządzeniem, montowanym najczęściej na elewacji budynku lub w oknach. Ze względu jednak na znaczny hałas, jaki generuje sprężarka, zdecydowano się podzielić urządzenie: parownik wraz z wentylatorem tworzy jednostkę wewnętrzną, natomiast skraplacz wraz ze sprężarką – jednostkę zewnętrzną. Obie jednostki połączone są ze sobą dwoma przewodami freonowymi (gazowym i cieczowym). Rozwiązanie takie pozwala umiejscowić jednostkę zewnętrzną z dala od przebywania ludzi. Klimatyzatory podzielone na dwie części, tj. jednostkę wewnętrzną i jednostkę zewnętrzną nazywamy klimatyzatorami typu split.
Obecnie jednostka wewnętrzna klimatyzatora – oprócz chłodnicy freonowej i wentylatora – często wyposażona jest w standardzie w filtr powietrza, a czasami w nagrzewnicę elektryczną. Obecnie klimatyzatory są najczęściej również pompą ciepła dzięki odwróceniu układu chłodniczego – parownik staje się skraplaczem. Tego typu urządzenia zazwyczaj regulują temperaturę w zakresie od +16 do +30 °C.
Klimatyzatora nie należy mylić z systemem klimatyzacyjnym, gdyż zgodnie z definicją urządzenie to nie zapewnia wentylacji pomieszczenia, a czasami urządzenia nie są nawet wyposażone w elementy umożliwiające swobodną regulację temperatury (chłodzenie i ogrzewanie) oraz wilgotności powietrza (osuszanie i nawilżanie).

## Rodzaje klimatyzatorów typu split
- ze względu na typ montażu[b]
  - ścienne
  - podstropowe lub przypodłogowe (stojące)[c]
  - kasetonowe
  - kanałowe
- ze względu na liczbę jednostek wewnętrznych połączonych do jednej jednostki zewnętrznej
  - pojedyncze
  - multisplity
  - systemy VRV (VRF)[d]
- ze względu na tryb pracy
  - klimatyzatory tylko z opcją chłodzenia
  - klimatyzatory grzewczo-chłodzące (pracujące jednocześnie jako pompa ciepła lub posiadające nagrzewnicę elektryczną)
- ze względu na sposób sterowania i budowę podzespołów
  - klimatyzatory klasyczne (ze zwykłą sprężarką – stałe obroty, zawsze 100%)
  - klimatyzatory inwerterowe (płynnie regulowane obroty sprężarki)

Klasyczne włączają się, gdy temperatura w pomieszczeniu przekroczy ustawiony poziom i wyłączają, gdy osiągnie zadaną wartość. Takie rozwiązanie powoduje większe wahania temperatury w pomieszczeniu i większe koszty eksploatacji (duży prąd rozruchu sprężarki). Inwertery są droższe, ale za to bardziej energooszczędne. Płynnie dostosowują swoją wydajność i działanie do temperatury w pomieszczeniu, dzięki czemu rzadziej się włączają i wyłączają. Włączanie odbywa się w sposób płynny, bez „uderzenia” prądowego więc nie generuje niepotrzebnych strat energii. Inwertery dokładniej też utrzymują ustawioną temperaturę w pomieszczeniu.

## Rodzaje czynników chłodniczych
Czynnikiem chłodniczym w klimatyzatorach jest substancja szybko wrząca zwana popularnie, aczkolwiek błędnie, freonem. Najbardziej popularnym freonem w klimatyzatorach starego typu był R-22, którego obecnie stosowanie jest zabronione ze względu na jego szkodliwość. Współcześnie stosuje się pro-ekologiczne gazy, np.: R-407C, R-410A, R-134A oraz R32.